# Fritz Ulysse Landry
 (décembre 2023).
Si vous disposez d'ouvrages ou d'articles de référence ou si vous connaissez des sites web de qualité traitant du thème abordé ici, merci de compléter l'article en donnant les références utiles à sa vérifiabilité et en les liant à la section « Notes et références ».
Fritz Ulysse Landry, né au Locle le 26 septembre 1842 et mort à Neuchâtel le 7 janvier 1927, est un médailleur et sculpteur suisse.
Il est surtout connu pour être l'auteur de la gravure qui orne la plus connue des pièces d'or émises en francs suisses, le Vreneli.

## Biographie
Issu d'une famille neuchâteloise de médailleurs, Fritz Ulysse Landry commence sa formation à Neuchâtel et la poursuit auprès du peintre Barthélemy Menn à l'École des beaux-arts de Genève, où il obtint son diplôme, et l'achève auprès d'Antoine Bovy à Paris. Il resta quelque temps dans l'atelier de Bovy, où il travailla comme graveur en médaille.
En 1869, il devient professeur de dessin dans une école secondaire de Neuchâtel, et en 1874, professeur au gymnase cantonal de la même ville.

## Galerie

Œuvres de Fritz Ulysse Landry
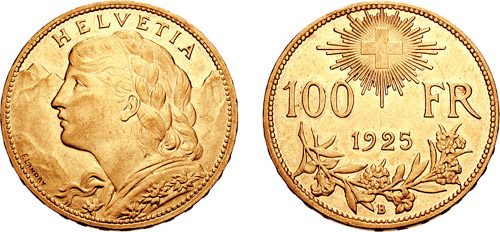
Vreneli de 100 francs.
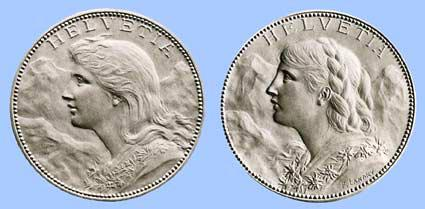
Projets non retenus pour le Vreneli (1895).
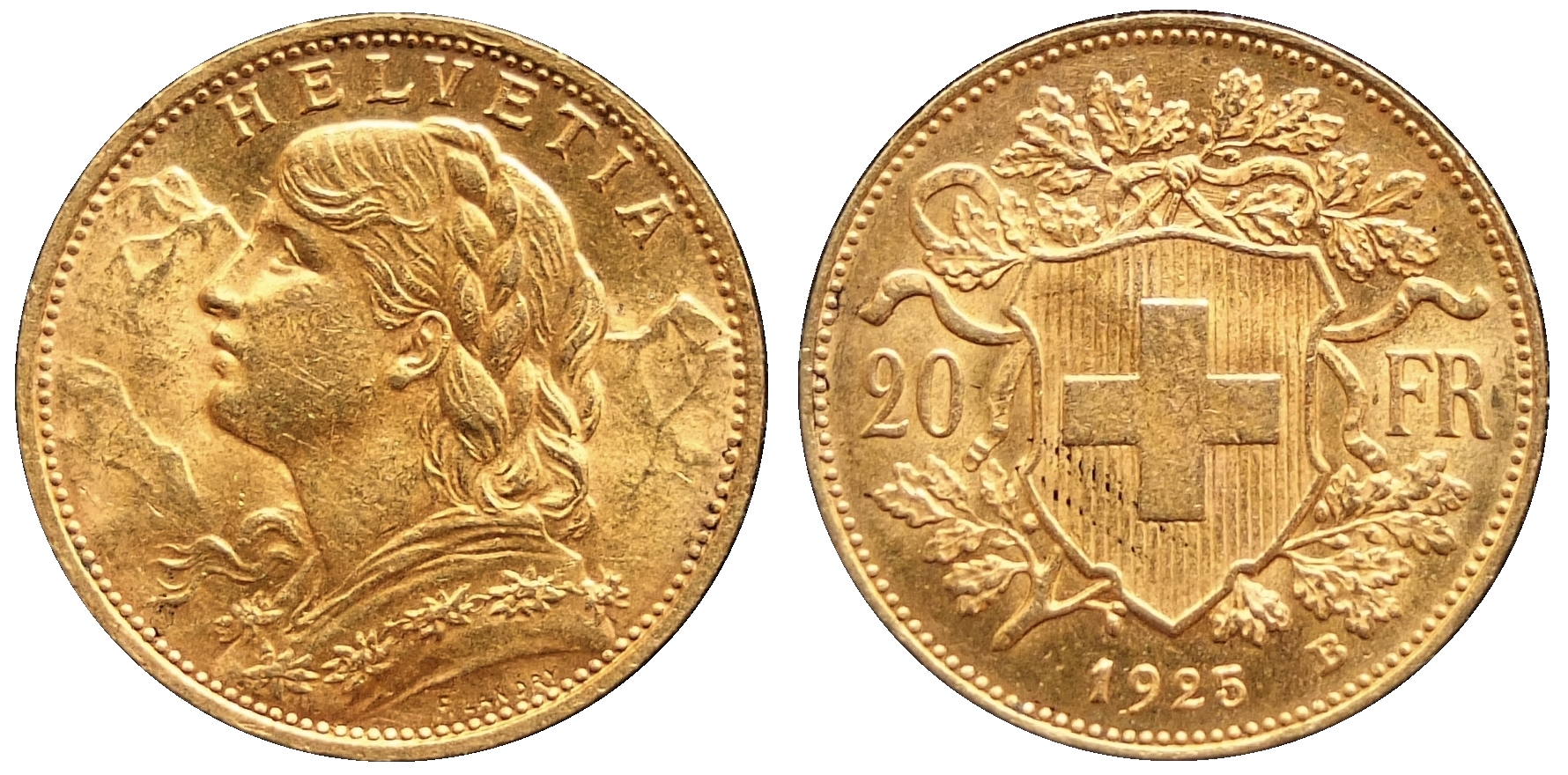
Monnaie de 20 francs du type courant, 1925.